# Tekken Mobile
Tekken Mobile — мобильная игра в жанре файтинг, являющаяся частью игровой серии Tekken. Разработанная студией Namco Bandai Studios Vancouver, Mobile была выпущена для платформ iOS и Android в 2018 году. Студия закрылась менее чем через год, в то время как игра оставалась доступной вплоть до отключения серверов 15 февраля 2019 года.

## Игровой процесс
Tekken Mobile разработана по модели free-to-play, не требуя от пользователей обязательного внесения денежных средств. В игре предусмотрена система Waza Card, позволяющая игроку осуществлять определённые атаки, включая базовые удары, комбо, оглушение или разрушение блоков. В общей сложности в колоде игрока имеются девять карт. Внутриигровой валютой выступают драгоценные камни, которые используются для разблокировки новых персонажей. Также в игре предусмотрены «Story Mode», клановые сражения против команд других игроков, а также ежедневные и специальные события.

## Сюжет
Между Кадзуей Мисимой и Ниной Уильямс разворачивается сражение, которое прерывает загадочный человек по прозвищу Выживший. Он крадёт их силу при помощи огромной чёрной сферы и исчезает, после чего Кадзуя и Нина решают объединиться против него, чтобы вернуть похищенное мастерство. Также они заручаются поддержкой других бойцов. Выживший, в свою очередь, подчиняет сознание других бойцов, известных как Аколиты, для противостояния команде Кадзуи и Нины.
В конечном итоге Выживший терпит поражение и призывает Огра, для которого, как оказалось, он всё это время собирал силу. Огр предлагает бойцам присоединиться к нему, однако те отказываются и бросают ему вызов. Выживший заявляет, что никому не удастся победить Огра прежде чем исчезнуть в тени.

## Персонажи
В апреле 2018 года Bandai Namco объявила в своём твиттер-аккаунте о добавлении в игру Акумы из франшизы Street Fighter от Capcom, который оставался доступен до конца мая.
| - Акума* ** *** - Алекс* ** - Анна Уильямс* ** - Асука Кадзама** - Боб Ричардс* ** - Брюс Ирвин** - Брайан Фьюри* ** - Кристи Монтейру** - Крэйг Мардук** - Элиза* ** - Фэн Вэй** - Сергей Драгунов** | - Исаак** **** - Дзин Кадзама* ** - Катарина Алвис** - Кадзуя Мисима - Кинг II* ** - Ли Чаолан* ** - Лео Клисен* ** - Лили Де Рошфор** - Лин Сяоюй** - Маршалл Ло** - Мигель Кабальеро Рохо* ** - Мокудзин* ** | - Нина Уильямс - Панда** - Пол Феникс** - Выживший**** - Родео* ** **** - Руби** **** - Шахин** - Стив Фокс** - Тэцудзин* - Тайгер Мияги** **** - Юэ** **** |

* Доступен(пна) после обновления

** Заблокирован(а)

*** Гостевой персонаж

**** Новый персонаж

## Анонс и выход
В августе 2017 года Namco анонсировала выход Tekken Mobile на платформах iOS и Android. Предыдущими играми серии Tekken для мобильных устройств были: Tekken Resolute, Tekken Bowl, Tekken Card Tournament, Galaga: Tekken 20th Anniversary Edition, а также Street Fighter X Tekken. С 1 февраля 2018 года игра стала доступна на территории Латинской Америки, Восточной Европы, Ближнего Востока, Африки и Юго-Восточной Азии, после чего 15 февраля она появилась на рынке Великобритании, Германии, Австрии, Швейцарии, Франции, Испании, Италии, России, стран Бенилюкса и Сингапура, а 1 марта доступ к скачиванию получили жители Соединённых Штатах, Японии, Тайваня, Южной Кореи и Гонконга. В ноябре гейм-директор Лэндон Нгуен заявил о закрытии студии Namco Bandai Studios Vancouver, однако часть её сотрудников продолжила обеспечивать техническую поддержку.

## Критика
| Сводный рейтинг    | Сводный рейтинг |
| Агрегатор          | Оценка          |
| ------------------ | --------------- |
| Metacritic         | 70/100          |
| Иноязычные издания |                 |
| Издание            | Оценка          |
| Jeuxvideo.com      | 6/20            |
| PocketGamer        | [ 14 ]          |
| Multiplayer.it     | 8,5/10          |
| MeriStation        | 7,2/10          |

Tekken Mobile была удостоена смешанной критики. Metacritic, который выставляет оценки на основе среднего арифметического взвешенного, дал игре 70 баллов из 100 на основе 7 рецензий.